# Albertsons

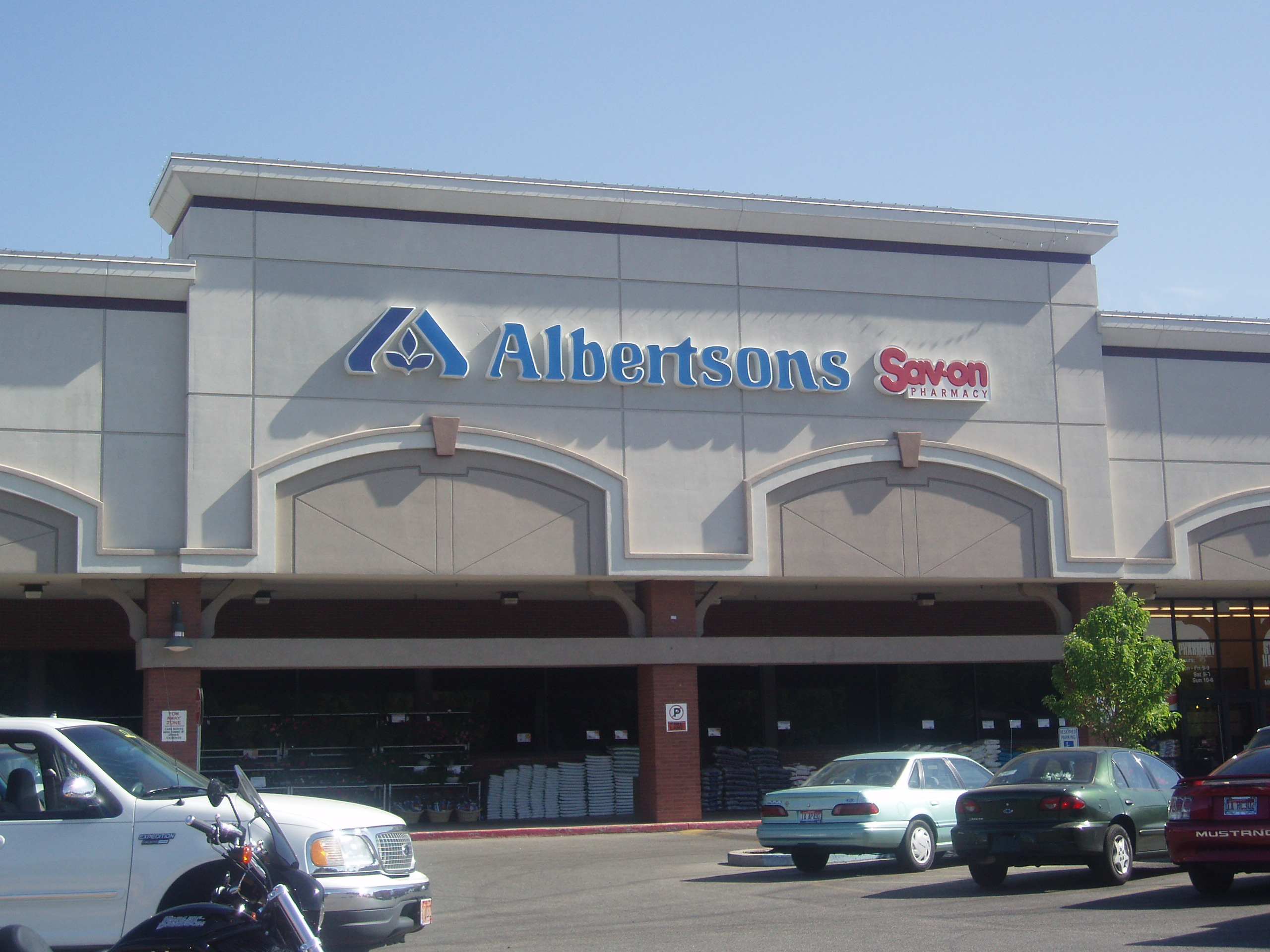
Albertsons in Boise, Idaho

Albertsons LLC ist eine US-amerikanische Supermarktkette mit Hauptsitz in Boise im Bundesstaat Idaho. Albertsons ist laut Forbes auf Platz drei der größten privaten Unternehmen der USA.
Das Unternehmen wurde 1939 von Joe Albertson gegründet und verfügt heute über 2.400 Standorte und 250.000 Mitarbeiter (Stand: 2014).

## Geschichte

### Unternehmensgründung
1939 gründete Joseph A. „Joe“ Albertson mit seinen Ersparnissen von 5000 US-Dollar und 7500 US-Dollar, die er sich von der Tante seiner Frau geliehen hatte, sein erstes Lebensmittelgeschäft auf der 16th and State Streets in Boise, Idaho. Vor der Gründung arbeite Albertson zwölf Jahre als Safeway-Gebietsleiter, wo er zuletzt für die Expansion in Kansas zuständig war. Durch Innovationen wie eine Geld-zurück-Garantie, Kundenparkplätze und ein eigenes Eiscafé, einer über 900 m² großen Verkaufsfläche, was dem Achtfachen des damals üblichen Standards für Lebensmittelgeschäfte entsprach, sowie fünf Abteilungen mit 30 Mitarbeitern, wurden im ersten Geschäftsjahr bereits über 170.000 US-Dollar Umsatz erzielt, obwohl es in dem Einzugsgebiet von Boise bereits sechs Safeway-Geschäfte gab. Das Ladenlokal des ersten Geschäftes wurde 1979 abgerissen.

### Expansion in Idaho
Albertsons eröffnete im Juni 1940 ein zweites Geschäft in Nampa, Idaho, und im Dezember desselben Jahres ein drittes Geschäft in Caldwell, Idaho. 1941 wurde dann die Umsatzmarke von einer Million Dollar überschritten.
1945 wurde die Albertsons Corporation gegründet und mit inzwischen sechs Supermärkten drei Millionen US-Dollar Umsatz erzielt. 1949 wurde die eigene Dutch Girl-Eisfabrik in Boise eröffnet, und Albertsons übernahm das Dutch Girl als sein frühes Markenzeichen.
Ende 1951 betrieb Albertsons 17 Filialen in Idaho.

### Erschließung weiterer Bundesstaaten
In den 1950er Jahren überschritt Albertsons die Staatsgrenze Idahos, indem Märkte in den Staaten Washington, Utah, Montana und Oregon eröffnet wurden.
Am Ende der 1950er Jahre betrieb Albertsons 62 Supermärkte, fünf Drogeriemärkte und ein Kaufhaus. Zusammen erwirtschafteten diese einen Umsatz von fast 70 Millionen Dollar und einen Gewinn von fast 1,8 Millionen Dollar. 1959 geht das Unternehmen an die Börse.
Durch den Kauf von drei Lebensmittelgeschäften in Casper wurde 1961 Wyoming erschlossen, und Kalifornien wurde durch die Übernahme von All American Markets (auch bekannt als „Greater All American“) erschlossen. Die Übernahme von Konkurrenten, um einen Markt zu erschließen, etablierte sich als Unternehmenspolitik von Albertsons. Mit inzwischen weit über 100 Filialen gab Joe Albertson seine Position als CEO an J.L. Berlin ab, blieb aber im Vorstand. Berlin wurde bereits zwei Jahre später durch den Schwiegersohn von Joe Albertson, Jonathan Scott, abgelöst.
Joe Albertson war bis 1972 Präsident seines Unternehmens, bevor er zum Vorsitzenden aufstieg. Er besaß 30 % der Stammaktien des Unternehmens. 1964 war Albertsons die 25. größte Kette des Landes, hatte fast 150 Filialen und erhielt Fusionsangebote, die Joe Albertsons jedoch alle ablehnte. 1964 wurde die 100. Filiale in Seattle eröffnet.
1965 wurde ein weiteres kalifornisches Unternehmen, Samrau & Sons (mit seinem „Pay Less“-Lebensmittelgeschäften), übernommen. 1967 kam Colorado als nächster Staat hinzu und zwar durch den Kauf von acht Filialen des texanischen Unternehmens Furr's. 1970 wurde die erste Filiale in Texas eröffnet.
1992 erwarb Albertsons 74 Jewel Osco Lebensmittel- und Drogeriemärkte in Texas, Oklahoma, Arkansas und Florida von der American Stores Company.
Joe Albertson starb 1993 im Alter von 87 Jahren.
Cerberus Capital Management, welches mit CVS Pharmacy und Supervalu Albertsons im Jahr 2006 übernahm, kaufte im März 2014 Safeway, 1.331 Standorte kamen dadurch zum Unternehmen. Die Supermärkte operieren unter verschiedenen Namen (Tochtergruppen) in 29 Bundesstaaten. Im ersten Quartal 2013 veräußerte Supervalu seinen Anteil von Albertsons und einige weitere Tochterketten an Cerberus.
Am 14. Oktober 2022 gaben Albertsons und der bisherige Konkurrent Kroger eine Vereinbarung zum Zusammenschluss bekannt, wobei Kroger für 24,6 Milliarden US-Dollar alle Anteile von Albertsons übernehmen sollte. Der Merger sollte bis 2024 durchgeführt sein, im Dezember 2024 untersagten jedoch Gerichte in Oregon und Washington den geplanten Zusammenschluss.